# Collation (bibliographie)
Pour les articles homonymes, voir collation.
 (février 2025).
La collation est la description d'une édition particulière d'un livre.